# Laghouat
|  | Per a altres significats, vegeu «Diòcesi de Laghouat». |

Laghouat (àrab: الأغواط, al-Aḡwāṭ, també transcrit com El-Aghouat, El-Arouat, al-Aghwat…) és una ciutat d'Algèria, cap de la wilaya o província del mateix nom. Està situada a 420 km al sud d'Alger. Fou capital d'un dels quatre "Territoris del Sud" que eren els territoris d'administració militar a Algèria fins a la reforma legal de 20 de setembre de 1947. Durant segles fou un oasi a les portes del desert lluny de les rutes d'activitat econòmica, vivint de l'agricultura pròpia del palmerar, dels ramats de cabres, i d'un artesanat local menor, només destacat per la llana. Els locals s'anomenen laghouatis i han estat molt lligats als beduïns veïns, la tribu Larba i la tribu Mkhalif.
El 1928 tenia 7000 habitants, i el 1954 11.999, amb una taxa de creixement inferior a la de la resta d'Algèria. Després de 1962 amb la independència, un miler d'europeus que hi vivien, i 600 jueus, van emigrar, però la població lluny de baixar, va tenir una explosió espectacular mercès a l'explotació dels hidrocarburs. El 2005 va arribar a 126.291 habitants. Prop de la ciutat, a Hasi Rmel, hi ha la reserva de gas natural més important de l'Àfrica. La ciutat està situada a la riba dreta del uadi Mzi que baixa del Djabal Amur i es perd al Shatt Malkhir al sud de la regió de Constantina (el Constantinès). La ciutat vella es troba a dues pendents que són contraforts del Djabal Tizgrarin; la part nova s'ha desenvolupat cap al nord-oest cap al palmerar. Aquest s'estén en semicercle al nord-oest i sud-est de la vila; a la part nord-oest és on hi ha els camps de blat. El nombre de palmeres és d'unes 40.000 i produeixen excel·lent dàtils però no el daglat nur. Enllaça amb els camps de petroli de Hasi Masud, al sud, i amb la Transsahariana.

## Etimologia
El nom de Laghouat correspondria a una tribu dels amazics zanates. Procopi anomena els leucathes en ocasió de l'atac dels vàndals al Magreb. Els laghouats o leucathes van destruir Leptis Magna a Líbia. Una altra teoria diu que deriva del singular àrab "Ghawt" (paraula que existeix a Egipte sota la forma "Gheït", i seria una denominació poètica que procedeix de la naturalesa i de la configuració de la zona; significa «cases envoltades de jardins», "ghaout" en plural es pronuncia "al-Aghouat", però la paraula ghawt és totalment estranya als usos lingüístics locals i tot i que la població local se sent àrab, el fons amazic s'aprecia encara en l'onomàstica, toponímia, vocabulari agrícola tècnic del palmerar (especialment per algunes varietats de dàtils), societat i folklore.

## Història
Gravats rupestres i túmuls testifiquen una vida prehistòrica a la zona que s'havia escampat sobre gairebé el conjunt de la moderna wilaya. Ja en època històrica aquesta regió era considerada l'extrem de Getúlia.
Al segle X ja hi ha constància d'una vila petita a la riba del uadi Mzi, que va reconèixer als fatimites i va participar en la revolta d'Abu Yazid (943-948). Ibn Khaldun va assenyalar l'existència al segle xi d'un kasr (ciutat o poble envoltat d'un mur en pedra per a la protecció contra les invasions) en l'indret que sembla el de la ciutat actual, allotjant una facció dels Banu Laghouat, branca de la cèlebre tribu amaziga dels Maghrawa. Ibn Khaldun diu que la tribu Laghouat era una de les tribus dels amazics zenata, l'ancestre de la qual fou Laghouat. La genealogia d'aquest diu que era fill de Yusef ibn Ali i la seva dona era Zaineb la Nefzawienne. Quan els almoràvits van ocupar Tadla, Laghouat ibn Yusef es va refugiar amb Temim de la tribu Hakem dels Banu Ifran de Salé. Però els almoràvits atacaren Salé i van matar a Laghouat. Després Yússuf ibn Taixfín es va casar amb Zaineb de la tribu de Nafusa (Zenata).
A causa de la invasió hilàlida es van traslladar a aquesta zona altres tribus amazigues com els ksel, expulsats del Mzab, que va fundar el poble de nom Ben Buta (que va ocasionar la nisba al-butí que encara existeix a Laghouat). Altres tribus emigrades del Mzab van construir ksurs com Bu Mendala, Nadjal, Sidi Mimun, Badla, Kasbat Ftuh, i grups àrabs els de Dwawda i Awlad Bu Zayyan. El conjunt d'aquestos ksurs fou anomenat Laghwat o Lakwat (aquesta darrera conforme a la pronunciació local en dialecte laghouati; la forma al-Aghwat és moderna). El 1368 el sultà Abu Hammu, de la dinastia ziyànida, expulsat pel sultà marínida de Fez, va reunir els seus partidaris a Laghouat abans de retirar-se cap al Mzab.
Poc se sap de la ciutat fins al final del segle xvi, quan apareix com a tributària del rei del Marroc. En aquest temps una muralla delimitant l'oasi pels quatre costats va ser aixecada per prevenir-se contra les ràtzies i els atacs d'altres tribus. Al-Ayaxí, historiador i gran viatger magribí, menciona en la seva «Rihla» l'existència d'aquesta muralla el 1663. El 1666 els ksurs de Badla i de Kasbat Ftuh foren abandonats. El 1698 un home sant (marabut) originari de Tlemcen, Sidi l-Hadjdj Isa, es va establir a Ben Buta i per la seva autoritat moral va estendre la seva autoritat primer a aquest poble i després als altres ksurs i a la tribu veïna dels larbes. Aquesta unió va derrotar els habitants del ksar al-Assafiyya, però després, el 1708, van haver de pagar tribut al sultà de Marroc Abu Nasr Mulay Ismail ibn Muhammad al-Samin (1672-1727) que havia acampat als murs de la ciutat.
Isa va morir el 1738 i dos partits es van disputar el poder polític i religiós: els Awlad Serkin (que vivien al barri sud-oest i foren d'obediència tijaniyya), i els Ahlaf (del barri del nord-est, afiliats a la confraria Kadiriyya); les lluites van afectar l'oasi periòdicament afavorint l'establiment de la sobirania otomana el 1727, quan el bei de Titri (Titteri) va imposar als habitants un tribut anual. El 1741 el bei de Médéa va assetjar la vila i va imposar el pagament del tribut (que la ciutat refusava) retornant a Médéa.
Els habitants mzabites foren expulsats de l'oasi i es van aliar als nòmades del sud contra Laghouat, però foren derrotats per la ciutat aliada als larbes el 1752. Aquesta derrota va suposar l'eliminació definitiva dels ibadites i la imposició unànime de l'ortodòxia maliquita. Al final del segle el tribut pagat als otomans, primer retardat, s'havia deixat de pagar, i els turcs es van esforçar per recuperar el domini enviant expedicions anuals per cobrar el deute dirigides pel bei de Médéa primer (1741) i després pel bei d'Orà (1784 a 1802). Ahlaf i Awlad Serkin foren ara aliats ara enemics dels otomans durant aquestes lluites. El 1784 en la seva primera expedició, el bei d'Orà va recaptar el tribut de 700 rals. El 1786 va retornar i va atacar primer el ksar d'Ain Madhi, fortificat pel morabit Sidi Ahmed Tidjani (dirigent de la confraria dels tijaniyya, mort el 1815) que va assetjar dos mesos sense èxit. El 1787 el nou bei d'Orà va intentar al seu torn prendre el ksar d'Ain Madhi pero igualment sense fortuna; en revenja va destruir completament el ksar de Tadjmout (fundat el 1666 pels Ulad Yusef).
Al començament del segle xix els enfrontament entre els dos bàndols eren corrents fins al moment que el cap dels ahlaf, Ahmad ibn Salim, després d'aliar-se a una de les principals famílies rivals per matrimoni, es va apoderar de Laghouat el 1828. El 1829 el xeic Mussa Ibn Hassan al-Misri (nisba que portava per haver nascut a Egipte, a Damiata, el 1787) es va establir a la ciutat i va fundar la confraria dels Chadhiliyya.
Va seguir un període de tranquil·litat que es va trencar aviat quan l'emir Abd el-Kader va iniciar la lluita contra els francesos. Mussa Ibn Hassan al-Misri va proclamar (1831) la guerra santa contre els francesos, va aixecar un exèrcit i juntament amb el xeic Bouziane, un eminent jurista local, va iniciar la resistència armada (que va mantenir fins a la seva mort el 1848 a la batalla de Zaatcha contra l'exèrcit francès). Abd el-Khader va nomenar com el seu khalifa (delegat) a Laghouat al cap dels Awlad Serkin, al-Hadjdj al-Arbi, descendent del marabut Isa, però no es va poder sostenir i va haver de fugir al Mzab; el seu successor Abd al-Baki, que disposava de 700 guerrillers i un canó, no fou tampoc afortunat, i es va enfrontar als notables locals fins a provocar una revolta, i va haver de fugir de la ciutat el 1839. Llavors va retornar al-Hadjdj al-Arbi que fou khalifa per segon cop. Abd el-Kader estava assetjant Ayn Madi, setge que va durar 8 mesos i que finalment va haver d'aixecar i retornar cap al Tell i Ahmad ibn Selim, antic senyor i cap dels ahlaf, va aprofitar el moviment per retornar i enderrocar a al-Hadjdj, que va fugir a Kasr al-Hiran on fou atrapat i finalment mort el 1839. El nou senyor de Laghouat va entrar en contacte amb els francesos, amb el coronel Marey-Monge, demanant ser reconegut com a emir del sud algerià el març de 1844. Durant uns anys els francesos l'havien respectat com aliat però llavors van començar una sèrie d'atacs a Laghouat, el 1844, 1847 i 1852. En el darrer la ciutat fou conquerida; dirigien l'operació els generals Pélissier, Yussuf i Bouscaren que amb 6000 homes van establir el setge i van començar la batalla el 21 de novembre; la ciutat fou presa per assalt el 4 de desembre de 1852, en uns combats que van causar uns 2500 morts, un dels episodis més sagnants de la conquesta d'Algèria. Els honors als màrtirs algerians, sota cobert d'unes cerimònies religioses i màgiques, es van donar durant tot el període colonial. Una guarnició francesa va quedar establerta a la ciutat després de la seva conquesta, i fou la base d'operacions francesa a la part sud d'Algèria i seu d'un dels quatre governs que formaven els Territoris del Sud, sota administració militar fins al 1947.
la influència cultural francesa fou insignificant. El 1917 va morir el mistic xeic Bashir Belhadj, cap de la confraria dels Kadiriyya. A partir de 1920 hi va predicar el reformisme salafiyya (salafista) mercès a la força i prestigi del xeic Mubarak al-Mili (1897-1945) i des de 1927 fou una de les seves places fortes del moviment reformista liderat per l'Associació d'Ulemes Musulmans d'Algèria dirigits pel xeic Abd al-Hamid ibn Badis. El 1921 va morir a la ciutat el gran poeta i cadi Abdallah Ben Keriou; el 1922 es va fundar a Laghouat, a iniciativa del xeic Zahiri, un dels notables i lletrats de la ciutat, la primera escola privada a Algèria. El 1924 la ciutat fou visitada pel khedive (deposat) d'Egipte Abbas Hilmi II. El moviment nacionalista es va implantar en aquestos anys destacant Kaddour Far, un des membres fundadors de l'Estrella Nord-africana, Mohammed ben Ahmida Bensalem, un dels pares del nacionalisme algerià, Sayah Lamri, artista de renom caigut en la lluita el 1958, Habib Chohra, mestre, Ahmed Taouti, universitari, Atallah Mebtout i altres encara. Grans personalitats polítiques algerianes van dir més tard: «és a Laghouat que hem après el sentit de la paraula Pàtria». El 1946 el bei de Tunis, Muhammad VII al-Munsif, va estar en residència vigilada a Laghouat.
El gener del 1955, Laghouat es va unir a la lluita armada. La llista de màrtir no va parar de créixer. El ministre francès Jacques Soustelle fou acollit fredament pels Laghouatis el 1957 i va decidir transferir a Ouargla la capitalitat de la prefectura dels Oasis. El 1962 Algèria accedia a la independència. El 1974 Laghouat recuperava la seva condició de capital de província.